# Pulau Tangah (ö i Indonesien, lat -0,41, long 99,90)
Pulau Tangah är en ö i Indonesien.   Den ligger i provinsen Sumatera Barat, i den västra delen av landet, 1 000 km nordväst om huvudstaden Jakarta.